# Lotten Warberg
Anna Sofia Charlotta (Lotten) Warberg, född Magnusson 28 juni 1839 i Stockholm, död 20 maj 1927 på Lidingö, var en svensk skådespelare.
Lotten Warberg spelade bland annat på Södra Teatern, Mindre teatern och Svenska Teatern i Helsingfors. Hon gjorde sig känd genom "sin vackra röst och temperamentsfulla men väl avvägda skådespeleri". 
Från 1863 var hon gift med August Warberg.